# Typodryas cambodianus
Typodryas cambodianus är en skalbaggsart som beskrevs av Jean François Villiers 1958. Typodryas cambodianus ingår i släktet Typodryas och familjen långhorningar. Inga underarter finns listade i Catalogue of Life.